# Prova de concepte
Una prova de concepte (en anglès, proof of concept o PoC) és una implementació, sovint resumida o incompleta, d'un mètode o d'una idea, realitzada amb el propòsit de verificar que el concepte o la teoria en qüestió és susceptible de ser explotada d'una manera útil. La prova de concepte es considera habitualment un pas important en el procés de crear un prototip realment operatiu.
En àrees de salut, el Termcat defineix prova de concepte com a «estudi clínic dissenyat per a demostrar a la pràctica la validesa real del plantejament teòric sobre l'activitat d'un nou fàrmac, que acostuma a tenir lloc en les fases inicials de desenvolupament del fàrmac».